# Opere liriche di fantascienza
L'opera di fantascienza è un sottogenere della fantascienza. Si riferisce a opere il cui soggetto rientra nel genere fantascientifico. Come la letteratura di fantascienza, le opere di fantascienza possono essere ambientate nel futuro e coinvolgere voli spaziali o invasioni aliene. Altre opere di fantascienza si concentrano su una visione distopica del futuro. Come l'opera di Lorin Maazel 1984, potrebbero essere basate su un libro di fantascienza scritto in precedenza. 

## Elenco delle opere di fantascienza
Quello che segue è un elenco parziale di opere di fantascienza.
- Karl-Birger Blomdahl (1916–1968): Aniara (basata sul poema omonimo di Harry Martinson)
- Viktor Ullmann (1898–1944):  The Emperor of Atlantis
- Eef van Breen (n. nel 1978) ’u’, la prima opera in klingon
- Gavin Bryars (n. 1943): Doctor Ox's Experiment (basata sul libro di Jules Verne)
- Philip Glass (n. 1937): The Making of the Representative for Planet 8 and The Marriages Between Zones Three, Four and Five (basate sui libri di Doris Lessing) e The Voyage
- Joseph Haydn (1732–1809) Il mondo della luna, 1777
- Leoš Janáček (1854–1928): L'affare Makropulos (basata sulla commedia di Karel Čapek), anteprima del 1926 e The Excursions of Mr. Brouček to the Moon and to the 15th Century (1920)
- Karel Janovický (n. 1930): The Utmost Sail (1958) un'opera in un atto ispirata al lancio del satellite Sputnik nel 1957. Riguarda l'equipaggio di una nave spaziale che vola nello spazio e guarda la Terra consumata da un olocausto nucleare.[1]
- Lorin Maazel (1930–2014) 1984 (basata sul libro omonimo di George Orwell)
- Tod Machover (n. 1953) Valis (1987) (basata sul racconto VALIS di Philip K. Dick)
- Gian Carlo Menotti (1911–2007) A Bride from Pluto (1982) ed Help, Help, the Globolinks! (1968)
- Jacques Offenbach (1819-1880) Le voyage dans la lune (basata sul libro De la terre à la lune di Jules Verne), anteprima nel 1875.
- Poul Ruders (n. 1949) The Handmaid's Tale (basata sul libro Il racconto dell'ancella di Margaret Atwood)
- Howard Shore (n. 1946): The Fly (basata sul film del 1986 di David Cronenberg La mosca)
- Karlheinz Stockhausen (1928–2007) Licht (basata su The Urantia Book)
- Steven Andrew Taylor's Paradises Lost, dopo un racconto dalla raccolta di Ursula K. Le Guin The Birthday of the World
- New Year di Michael Tippett (1989), che presenta un'astronave e viaggiatori dal futuro.